# José Luis Sánchez Moretti
José Luis Sánchez Moretti (Santiago del Cile, 9 gennaio 1970) è un ex calciatore cileno, di ruolo attaccante.

## Carriera
Crebbe nel Club Unión Española con cui debuttò nella massima serie cilena e giocò anche alcune partite in campo internazionale.
Ha poi giocato nel Velez Sarsfield fra il 1994 e il 1996, vincendo il Campionato di Apertura argentino 1995; faceva parte anche del Velez quando gli argentini si laurearono campioni del mondo per club nel 1994 battendo il Milan 2-0, anche se, pur presente in panchina, non scese in campo nella finale.
In seguito passò all'Universidad de Chile, prima di tentare una prima avventura in Europa con gli spagnoli del Granada. In seguito tornò in patria, ancora all'Española e poi al Puerto Montt.
Nel gennaio 2001 si trasferisce in Italia, prima al Pisa dove gioca in Serie C1 e poi al Bari (nessuna presenza). La carriera prosegue in Svizzera, nel Locarno. In seguito chiuderà la carriera tornando ancora all'Española.

## Palmarès

### Club

#### Competizioni nazionali
- Campionato argentino: 1

Velez Sarsfield: Apertura 1995

#### Competizioni internazionali
- Coppa Intercontinentale: 1

Velez Sarsfield: 1994